# Zeche Dimbeck
Die Zeche Dimbeck ist ein ehemaliges Steinkohlenbergwerk in Mülheim an der Ruhr. Das Bergwerk war auch unter den Namen Ambecker Kohlberg und Zeche Flöz Dimbeck bekannt. Das Bergwerk gehörte zum Herrschaftsgebiet der Herrschaft Broich.

## Bergwerksgeschichte
Im Jahr 1732 wurde ein Stollen im Luisenthal in der Nähe der Ruhr angesetzt. Im Jahr 1749 beantragte die Dimbecker Kohlbergsgesellschaft, eine Wasserableitung vom Bergwerk anzulegen. Diese Wasserableitung sollte oberhalb der Kahlenberg-Mühle gebaut werden und bis zur Ruhr reichen. Um das Jahr 1750 war das Bergwerk in Betrieb. Zu diesem Zeitpunkt wurde es Ambecker Kohlberg genannt. Es wurde ein Stollen zusammen mit der Zeche Freudenberg betrieben. Der Stollen wurde unterhalb der Baumwollmanufaktur Luisenthal angesetzt und in östlicher Richtung aufgefahren. Der Stollen reichte nach der Fertigstellung von Luisenthal bis zur Walkmühle. Der Stollen befand sich im Bereich der heutigen Straßen Lohscheidt, Hagdorn und Dimbeck. Allerdings waren in dem Bereich die Flöze durch eine Hauptverwerfung abgeschnitten, was dazu führte, dass vom Stollen aus kein weiterer Grubenbau aufgefahren wurde. Im Jahr 1796 und um das Jahr 1819 war das Bergwerk nachweislich in Betrieb. Auch um das Jahr 1839 und in den Jahren 1840 bis 1842 war das Bergwerk in Betrieb. Im Jahr 1851 wurde berichtet, dass die Zeche Dimbeck aufgrund einer geologischen Verwerfung stillgelegt worden war, der genaue Zeitpunkt der Stilllegung ist jedoch nicht bekannt.